# كوينزتاون
كوينزتاون تقع في الجزيرة الجنوبية لنيوزيلندا ، وهي مدينة سياحية محاطة بجمال طبيعي مذهل يجذب ملايين السياح كل عام. تتمتع المدينة بتاريخ غني ، حيث كانت ذات يوم مدينة تعدين مزدهرة خلال اندفاع تعدين الذهب في 1860s. اليوم ، تشتهر كوينزتاون بأنشطة المغامرات الخارجية ذات المستوى العالمي والحياة المفعمة بالحيوية والمناظر الخلابة. بلغ عدد سكانها 15٬300 نسمة، في 2017، رمزها البريدي هو 9300.

## التاريخ
تأسست مدينة كوينزتاون في 1860s خلال حقبة تعدين الذهب ، وسرعان ما أصبحت مدينة تعدين مزدهرة. ومع ذلك ، مع انتهاء الاندفاع نحو تعدين الذهب ، انخفض اقتصاد المدينة. في 1950s ، بدأت كوينزتاون في إعادة اختراع نفسها كوجهة سياحية ، واليوم هي واحدة من الوجهات السياحية الأكثر شعبية في نيوزيلندا.

## الموقع
تشترك في الحدود مع:
- حديقة جبل أسبيرينغ الوطنية.

## النشاطات

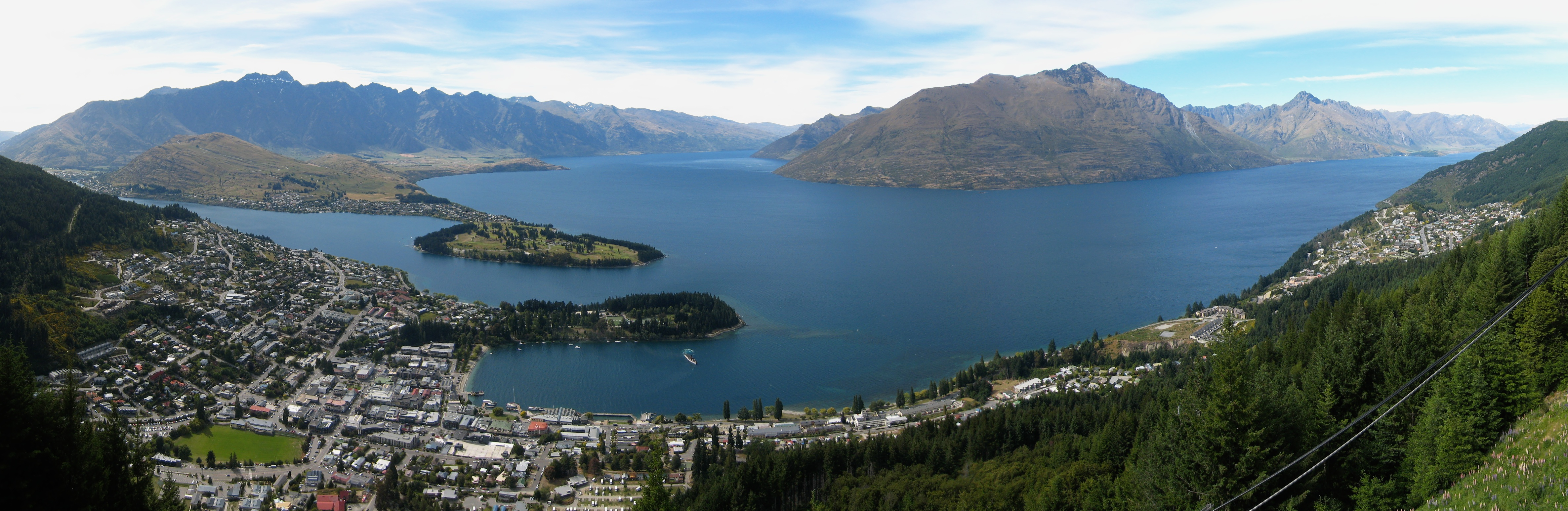
بحيرة واكاتيبو كما تبدو من أعلى جندول كوينزتاون.

### أنشطة المغامرات في الهواء الطلق
أحد الأسباب الرئيسية التي تجعل الزوار يأتون إلى كوينزتاون هو أنشطة المغامرات في الهواء الطلق. كوينزتاون محاطة بسلاسل جبلية خلابة وبحيرات صافية وغابات نقية ، مما يجعلها ملعبا مثاليا لعشاق الهواء الطلق. تشمل بعض الأنشطة الأكثر شعبية في كوينزتاون التزلج والتزلج على الجليد والقفز بالحبال والقفز بالمظلات وركوب القوارب النفاثة في المياه البيضاء. تعد المدينة أيضا موطنا لملعب غولف مشهور عالميا ، فضلا عن العديد من مسارات المشي لمسافات طويلة وركوب الدراجات في الجبال.

### جمال الطبيعة
جمال كوينزتاون الطبيعي يخطف الأنفاس حقا. تقع المدينة على ضفاف بحيرة واكاتيبو ، التي تحيط بها الجبال الشاهقة وتوفر مناظر خلابة في كل اتجاه. يمكن للزوار القيام برحلة بحرية ذات مناظر خلابة على البحيرة أو الذهاب لصيد الأسماك أو السباحة أو مجرد الاسترخاء على الشاطئ والاستمتاع بالمناظر الخلابة.

## مدن توأم
المدن التوأم:
- ماسودا، شيمانه
- أسبن
- باريلوتشي.

## أعلام
- كريستين غرانت
- جان أندرسون
- بروس غرانت
- ميخائيل كولينز
- أليكس كام
- رون ستيوارت